# 李友臣
李友臣（？—？）為中國清朝武官官員，本籍陝西。1701年（康熙40年）奉旨調任前往台灣，接任張玉麒擔任台灣鎮總兵。是台灣清治時期此期間，受台灣道制約的台灣地區最高軍事首長，卒於任。
| 前任： 張玉麒 | 台灣鎮總兵 1701年上任 | 繼任： 王傑 (清) |